# William Smellie (Mediziner)

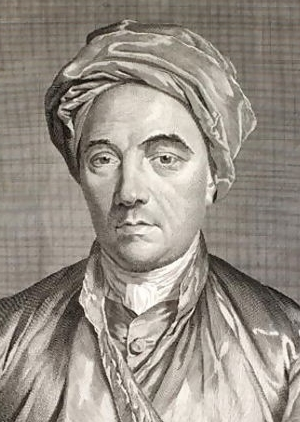
William Smellie, Stich von Charles Grignion

Sammlung anatomischer Tafeln für Hebammen

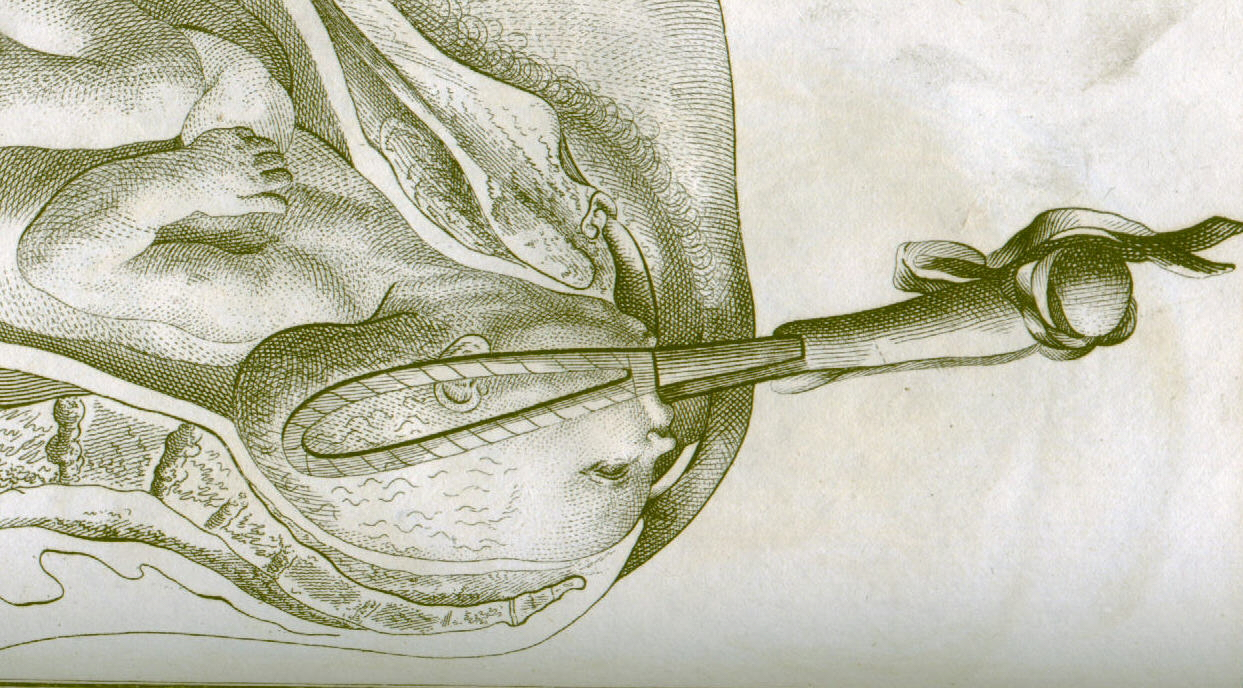
Gebrauch einer Geburtszange nach William Smellie

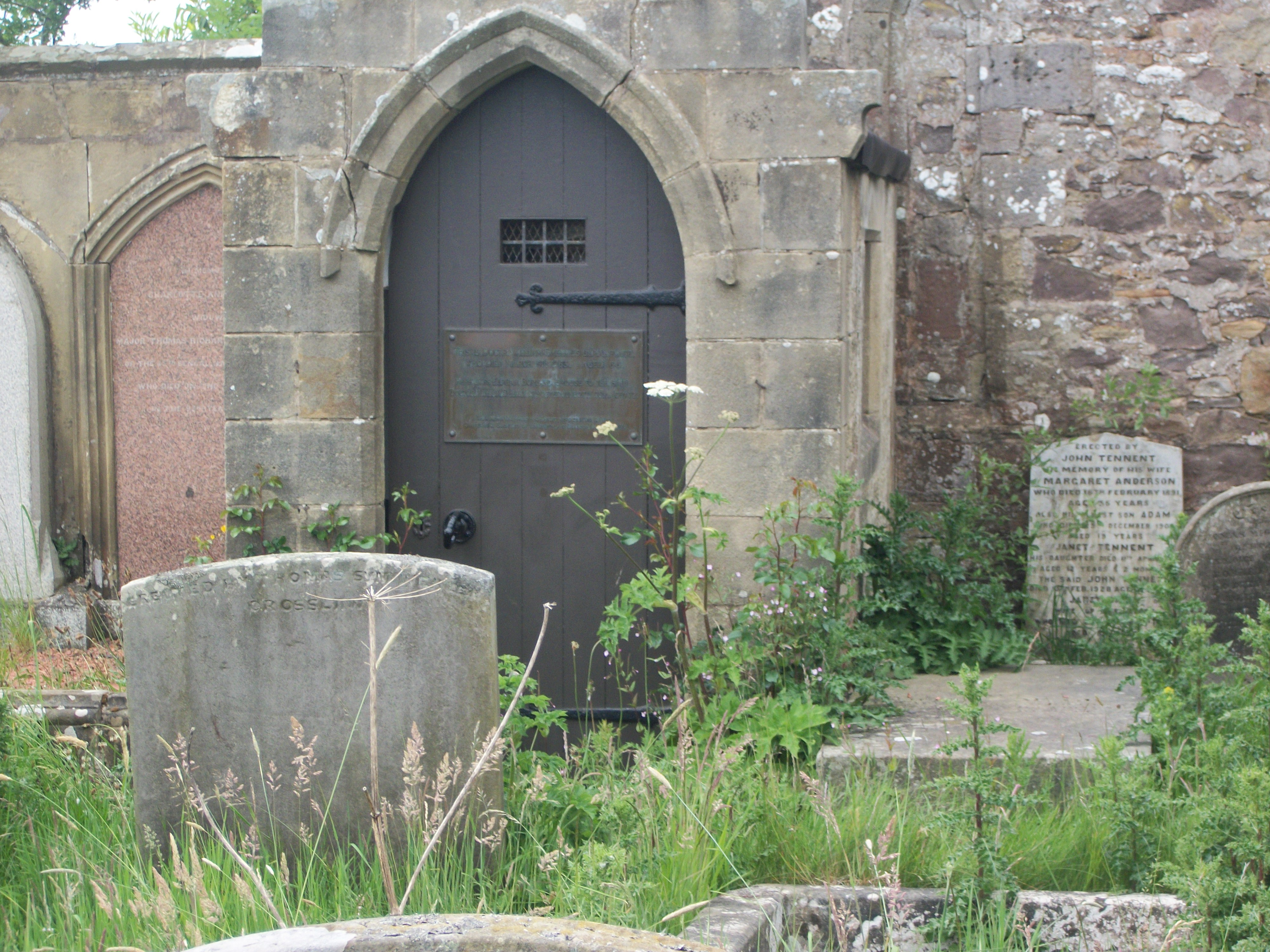
Grabstein mit Epitaph der Smellies in Saint Kentigern

William Smellie (* 5. Februar 1697 in Lanark (Schottland); † 5. März 1763 ebenda) war ein schottischer Arzt und  Geburtshelfer. Er war der Erste, der die Geburtshilfe auf eine wissenschaftliche Basis stellte und sie als eine Disziplin getrennt von der operativen Lehre unterrichtete. Er befürwortete die moderate Anwendung von Geburtszangen und etablierte hierfür sichere Regeln. Er untersuchte die funktionelle Anatomie des Beckens der Gebärenden und stellte als einer der Ersten einen Bezug zwischen den einzelnen Beckenzonen und dem kindlichen Kopf her.

## Leben und Wirken
William Smellie war der einzige Sohn des schottischen Kleinadligen Archibald Smellie (1663/64–1735) und seiner Frau Sara Kennedy (1657–1727).
Seine schulische Ausbildung erhielt er an der Grammar School von Lanark. Im Anschluss begann er 1714 eine Lehre in der Apotheke von William Inglis. Es folgten zwei Jahre Tätigkeit als Surgeon’s Mate, dies war ein militärischer Rang in der Royal Navy für einen medizinisch geschulten Helfer eines Schiffsarztes. Ab 1720, ohne eine ärztliche Approbation, war er chirurgisch und pharmazeutisch in seiner Praxis in Lanark als Dorfarzt tätig.
1724 heiratete er Eupham Borland (1696/97–1769), mit der er bis zu seinem Tod zusammenlebte. Sie überlebte ihn und starb am 27. Juni 1769. Sie hinterließen keine Nachkommen.
1733 trat Smellie in die medizinisch-chirurgische Abteilung an der University of Glasgow ein. Geburtshilfe wurde sein besonderes Interesse, und Smellie führte sorgfältige Aufzeichnungen über seine Fälle. 1739 reiste er nach Paris, um eine Reihe von Vorlesungen über die Geburtshilfe zu hören, so bei Jean Grégoire († 1679), einem Pariser Chirurgen, der sich auch mit Geburtshilfe beschäftigte. Von hier zog er nach London zurück, wo er eine Apotheke gründete und eine eigene Praxis eröffnete. Er erwarb ein Haus in Pall Mall und fing an, in den ärmeren Gebieten der Stadt zu praktizieren. Gleichzeitig nahm er in seinem Haus den damaligen Medizinstudenten William Hunter als Untermieter auf. Letzterer wird später auch als Geburtshelfer und Begründer der modernen Anatomie bekannt werden.
Anders als in England, war die Geburtshilfe in Schottland Teil der ärztlichen Ausbildung. Schottische Ärzte, so etwa Smellie, dominierten die frühe britische Geburtshilfe. Ab 1739 hielt Smellie Vorträge und  gab praktische Demonstrationen in London für Hebammen und  Studierende der Medizin, darunter William Hunter. Er benutzte lebensechte Modelle, um seine Techniken zu veranschaulichen.
1741 begann er – gegen eine Bezahlung von drei Guineen für den gesamten Kurs – Vorträge und Demonstrationen vor professionelle Hebammen und Medizinstudenten zu halten.
Smellie gehörte zu den ersten Geburtshelfern, die den Beckendurchmesser direkt durch eine manuelle vaginale Untersuchung bestimmten. Die Lage des Fötus überprüfte er durch das Abtasten der Knochennähte (Suturen und Fontanellen), welche ihm den Fortgang der Geburt zeigten. Rachitis war zu seiner Zeit eine verbreitete Mangelerkrankung, demzufolge war die Beurteilung des rachitischen Beckens von großer Bedeutung. Im Gegensatz zu William Hunter zögerte er nicht vor der Empfehlung einer Schnittentbindung zurück.
Der Entwicklung der Geburtszange widmete er viel Aufmerksamkeit; die Smellie’schen Forceps waren letztlich modifizierte Levret’sche Forceps. Seine Entwicklungen glichen der letzteren insofern, dass sie ebenfalls eine Schädel- und Beckenkrümmung besaßen, jedoch waren die Löffel länger. Eine Schnittentbindung kam für ihn aber nur dann in Frage, wenn ein Kind nicht einwandfrei mit den Forceps entbunden werden konnte. Leider waren die Löffel mit Lederstreifen umwickelt, in der vor-antiseptischen Ära waren die Folgen dieser Infektionsquelle noch nicht ausreichend verstanden.
1745 erhielt Smellie von der University of Glasgow den Grad eines Doktors der Medizin. Er publizierte 1752 eine Treatise on the Theory and Practise of Midwifery; dabei basierten der zweite (1754) und dritte (1764) Band dieses Gesamtwerkes auf 531 Fallgeschichten – case histories –, die er mit seinem Kollegen Tobias Smollett (1721–1771) zusammenstellte.
1759 wollte er sich für den Rest seines Lebens zurückziehen, um sich völlig dem literarischen Werk zu widmen. Deshalb kehrte er nach Lanark zurück, wo er auf einem kleinen Anwesen in Kingsmuir (in Angus) lebte. Er starb auf seinem Anwesen (Smyllum) und wurde auf dem Friedhof der Kirche von Saint Kentigern in Lanark begraben. Sein Grab mit einem Epitaph für Smellie und seiner Frau existiert bis zum heutigen Zeitpunkt.

## Schriften (Auswahl)
- A Treatise on the Theory and Practice of Midwifery. Wilson, London 1752 (Digitalisat).
- A Collection of Cases and Observations in Midwifery. Wilson/Durham, London 1754 (2. Band des Treatise; Digitalisat).
- A Sett of Anatomical Tables, with Explanations, and an Abridgment, of the Practice of Midwifery, With a View to illustrate a Treatise On that Subject, and Collection of Cases. London 1754 (Digitalisat).
  - Anatomische Tafeln zur Hebammenkunst. Kupferstiche von Johann M. Seligmann. Nach der Ausgabe von 1758. Mit einem Nachwort von Armin Geus. Harenberg, Dortmund (= Die bibliophilen Taschenbücher. Band 177).
- A Collection of Preternatural Cases and Observations in Midwifery. Wilson/Durham, London 1764 (3. Band des Treatise; Digitalisat).